# North American B-25 Mitchell
O North American B-25 Mitchell é um bombardeiro médio bimotor dos Estados Unidos, considerado um clássico da Segunda Guerra Mundial. Foi introduzido em 1941 e nomeado em honra do general William "Billy" Mitchell, um pioneiro da aviação militar dos Estados Unidos. Robusto, rápido, com bom armamento defensivo, extremamente confiável, era muito apreciado pelas tripulações, sendo empregado com sucesso na África, Mediterrâneo e Itália. Diversos modelos incorporavam armamento adicional, como na versão G, com canhão de 75 mm, para uso contra embarcações. Podia ser operado como caça pesado, graças às suas 6 metralhadoras 12,77 mm (.50) instaladas no seu bico.
Tornou-se famoso pelo Ataque Doolittle (Doolittle Raid) contra o Japão, no qual 16 bombardeiros decolaram do porta-aviões USS Hornet em 18 de Abril de 1942 em direção à costa japonesa.
Foi fornecido a diversos países aliados, entre eles: China, Indonésia, França e Brasil.

## Imagens

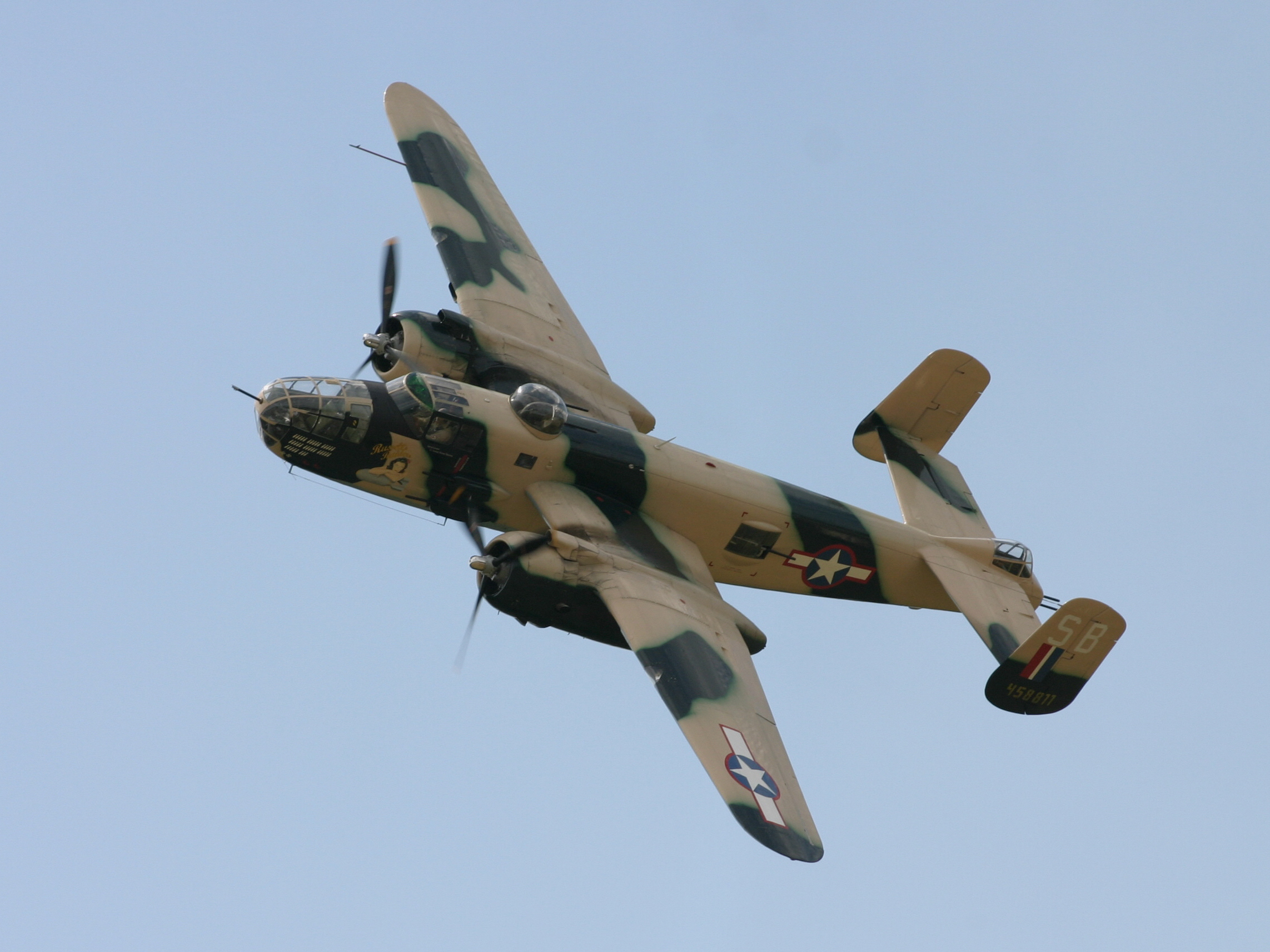
B-25 Mitchell durante a Góraszka Air Picnic 2007, na Polônia.
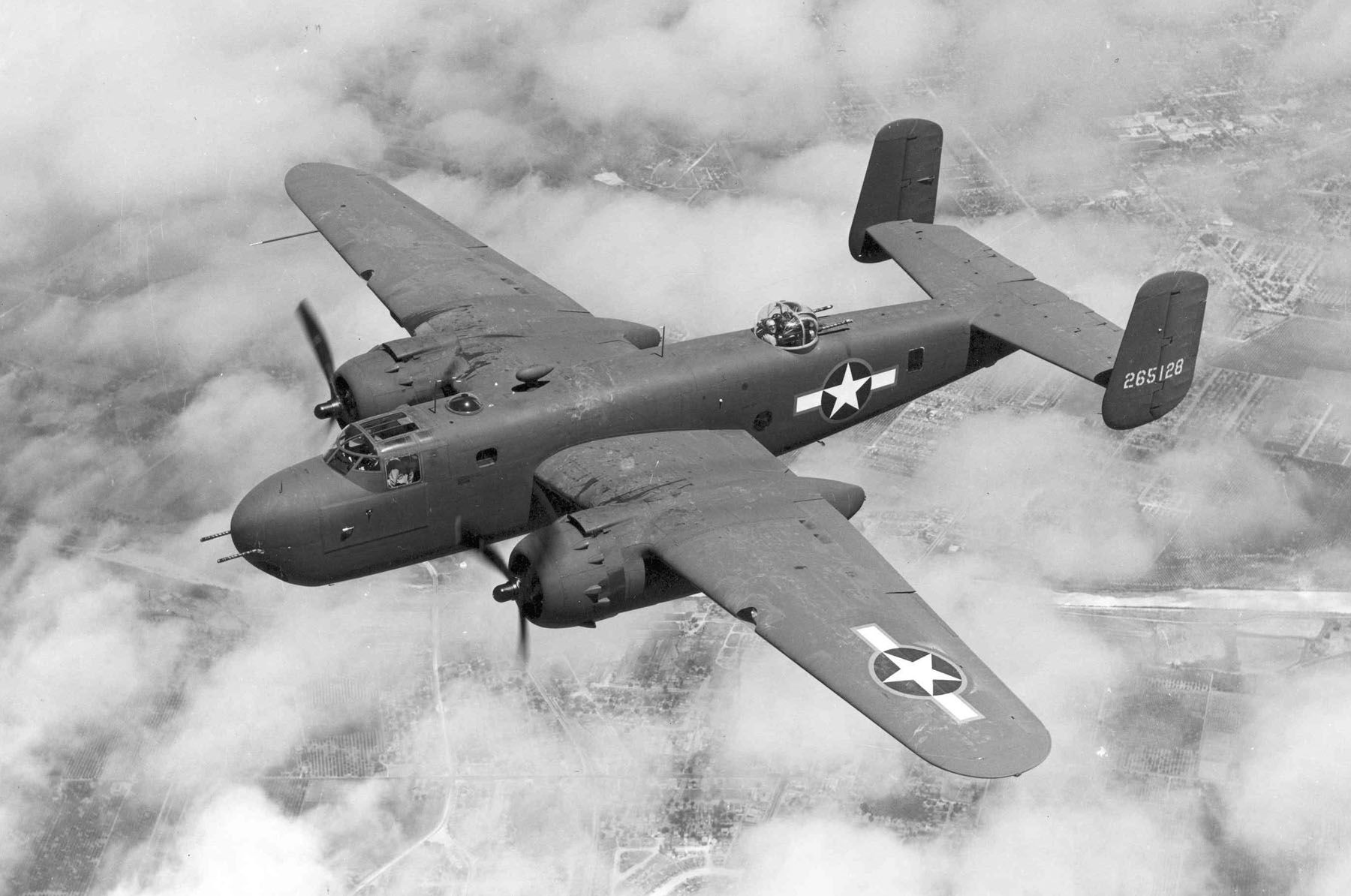
North American B-25 Mitchell.
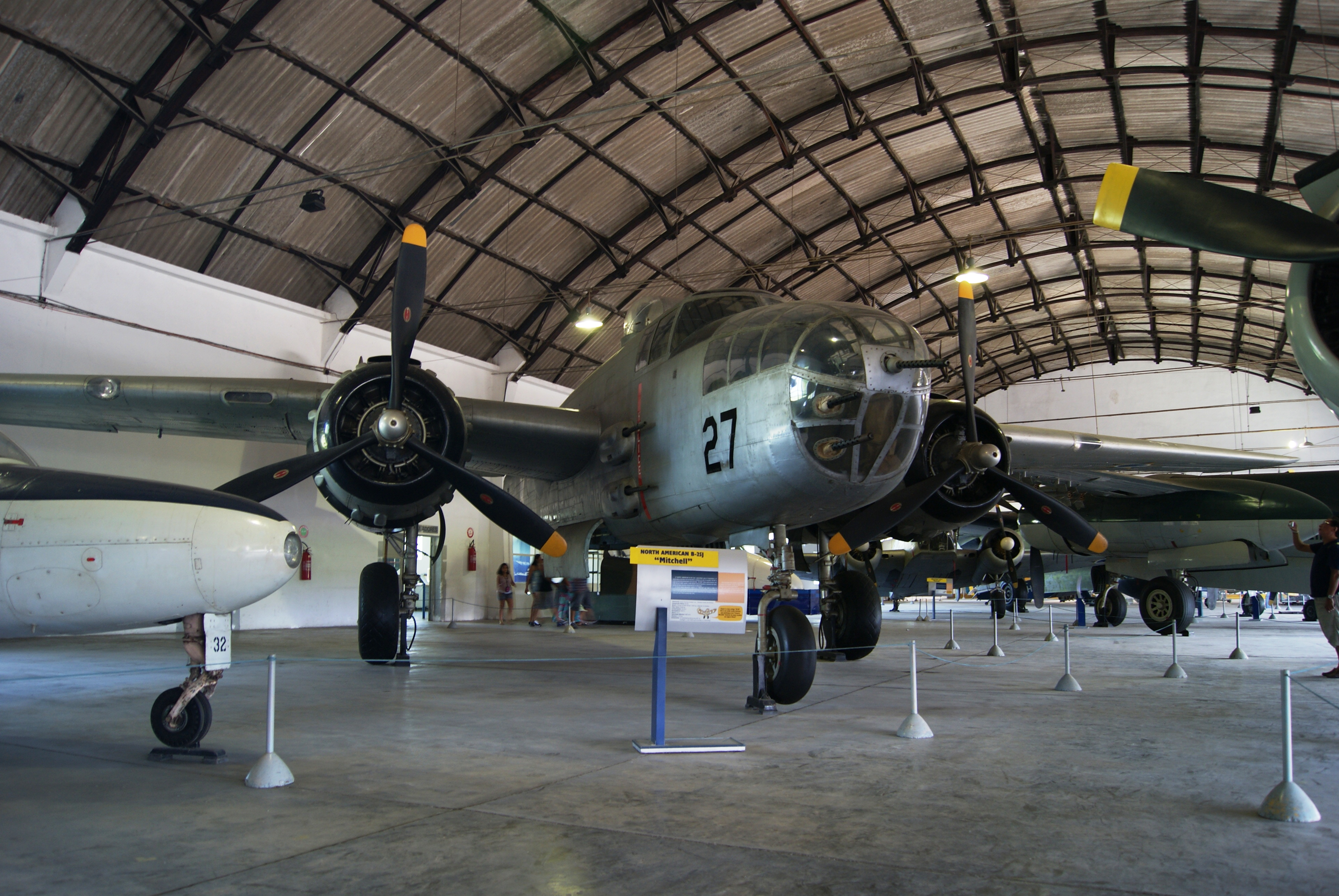
Um B-25 no Museu Aeroespacial de Campo dos Afonsos, base aérea - Rio de Janeiro